# Achelidelphys stellata
Achelidelphys stellata is een eenoogkreeftjessoort uit de familie van de Notodelphyidae. De wetenschappelijke naam van de soort is voor het eerst geldig gepubliceerd in 1977 door Lafargue & Laubier.